# Robert Stigwood

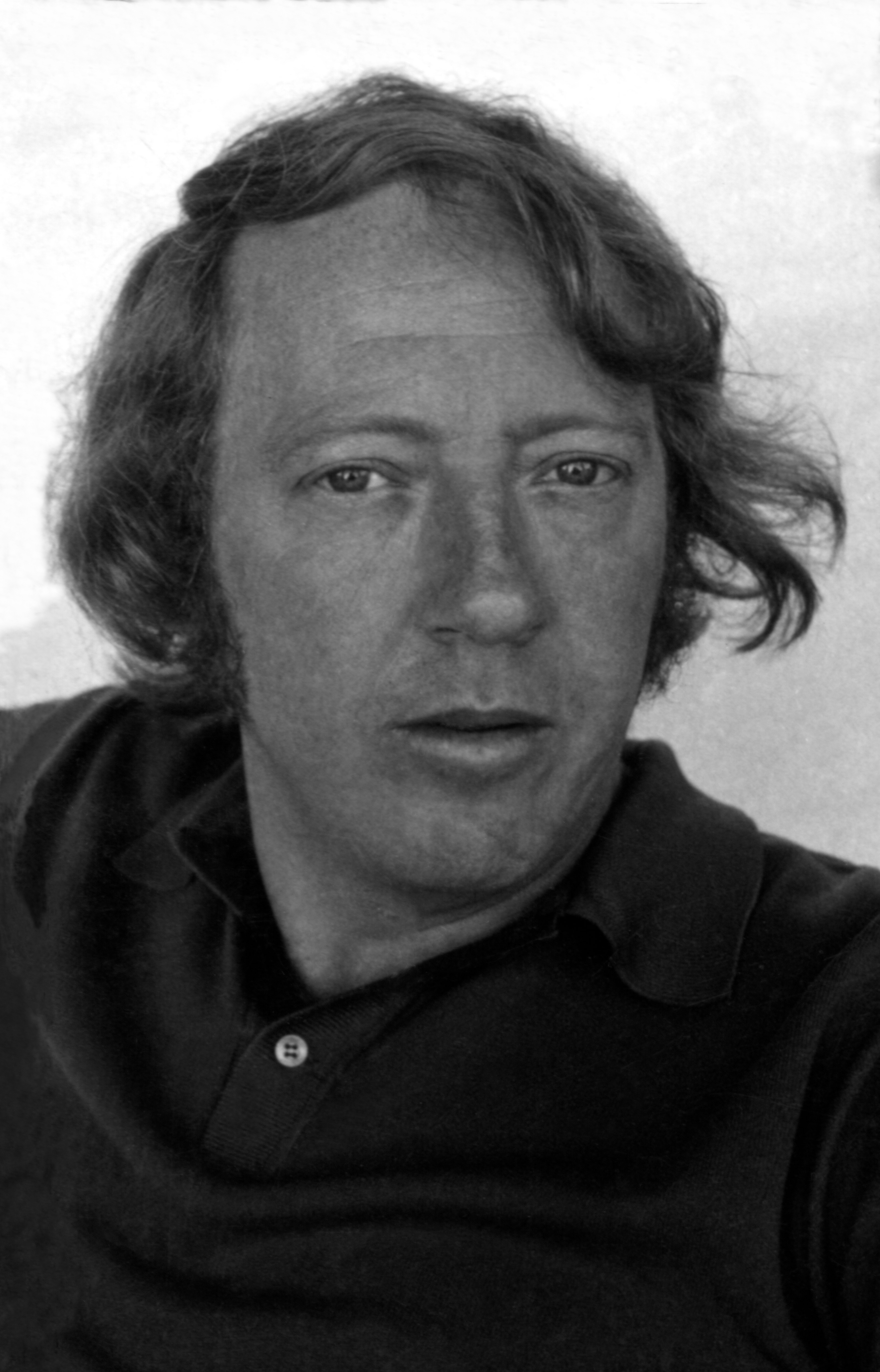
Robert Stigwood, 1972

Robert Stigwood (* 16. April 1934 in Adelaide, South Australia; † 4. Januar 2016 in London, England) war ein australischer Musik- und Filmproduzent, der 1955 nach Großbritannien übersiedelte.

## Die frühen Jahre in London
Stigwood kam 1955 nach London. 1960 gründete er die Robert Stigwood Associates (RSA), mit der er Schauspieler an Werbeagenturen vermittelte. Dabei lernte er John Leyton kennen. Leyton sang, war Schauspieler und sah blendend aus. Stigwood ließ von Joe Meek einige Songs mit Leyton produzieren. Er brachte Leyton in der britischen Seifenoper Harpers West One unter und ließ ihn dort den Song Johnny Remember Me singen, der in der darauffolgenden Woche die Charts stürmte.
1962 trennten sich die Wege von Meek und Stigwood und damit endete auch Leytons Karriere. Stigwood widmete sich nun immer mehr dem Musikgeschäft und nahm als Manager Künstler wie Billie Davis, Mike Sarne (eigentlich Michael Scheur) und Mike Berry unter Vertrag, die er alle in die britischen Charts führte.

## Robert Stigwood Organisation
Nachdem RSA 1965 Konkurs anmelden musste, arbeitete Stigwood kurz für das Management-Unternehmen Starlite Artist, und noch im selben Jahr gründete er mit einem Darlehen über £40.000 die Robert Stigwood Organisation (RSO). 1966 startete er sein eigenes Plattenlabel Reaction Records und nahm gemeinsam mit seinem Freund Kit Lambert The Who unter Vertrag. Diese wollten aus einem Management-Vertrag mit Shel Talmy heraus. Gegen dessen Willen wurde die Single Substitute auf Reaction veröffentlicht. Stigwoods nächster Coup war die Zusammenstellung der Supergroup Cream mit Eric Clapton, Jack Bruce und Ginger Baker, deren erstes Album Fresh Cream im Dezember 1966 auf Reaction erschien und in Europa sofort für Furore sorgte.
Am 13. Januar 1967 kündigte Brian Epstein überraschend an, dass seine Firma NEMS Enterprises und RSO fusionieren würden. Epstein war als Manager der Beatles offenbar zunehmend überfordert und suchte einen Weg, seine Firma wieder auf Kurs zu bringen, persönlich aber kürzerzutreten. In einer Übergangsfrist von 12 Monaten sollten die Bücher und die unzähligen Rechtsstreitigkeiten von NEMS geprüft werden und die Fusion danach vollzogen werden. Stigwood und sein Geldgeber David Shaw hätten dann 51 % der Anteile an der Firma erwerben können. Nach dem überraschenden Tod Epsteins waren dessen Verabredungen mit Stigwood und Shaw jedoch hinfällig und RSO und NEMS gingen ab Dezember 1967 wieder getrennte Wege.
Inzwischen hatte Stigwood die Bee Gees für RSO verpflichtet. Außerdem managte er Komödianten wie Spike Milligan und Frankie Howerd und produzierte 1968 mit Hair sein erstes Musical für das Londoner West End. Durch Käufe verschiedener Verlage weitete er die eigene RSO Verlagsabteilung weiter aus.
Mit RSO Films produzierte Stigwood u. a. die Kinoversion von Jesus Christ Superstar, verfilmte die Rockoper Tommy und brachte Lisztomania von Ken Russell ins Kino.
1973 gründete er schließlich RSO Records, nachdem er sein früheres Label Reaction im Rahmen der Vereinbarung mit Brian Epstein eingestellt hatte. Auf RSO Records wurden sämtliche Künstler, die von Stigwood gemanagt wurden, veröffentlicht. Das selbstständige und von der Industrie unabhängige Label produzierte fertige Alben, die es an seine Vertriebspartner Polydor (Europa) und Atlantic Records (USA) übergab. Durch die Erfolge von Eric Clapton und der Bee Gees entwickelte sich RSO Records schnell zum erfolgreichsten Independent-Label seiner Zeit.
1976 ging Stigwood auf eine weltweite Zusammenarbeit mit PolyGram ein. Gleichzeitig verlegte Stigwood seine Aktivitäten in die USA. RSO wurde umstrukturiert und die Robert Stigwood Group gegründet. 1977 wurde der Soundtrack zu dem von RSO produzierten Film Saturday Night Fever zu einem weltweiten Millionenseller. 1978 folgte der Film Grease und dessen Soundtrack. Alleine diese beiden Alben verkauften sich weltweit bis heute etwa 60 Millionen Mal.
1981 steckte die Firma in der Krise. Sowohl Eric Clapton wie auch die Bee Gees konnten nicht bei RSO gehalten werden. Dazu kam eine ungünstige Entwicklung in der weltweiten Musikindustrie, deren Absatzzahlen seit 1979 drastisch zurückgingen. Außerdem musste sich RSO mit einer millionenschweren Klage der Bee Gees auseinandersetzen, die außergerichtlich zu Gunsten der Musiker entschieden wurde. Ende des Jahres wurde RSO Records, das Herzstück des Unternehmens, schließlich an PolyGram verkauft.
Danach zog sich Stigwood auf die Bermudas und auch aus dem operativen Geschäft weitgehend zurück. Später lebte er auf der Isle of Wight. Seine letzten Jahre verbrachte er in London.

## Erfolge
Stigwoods Erfolg basierte vor allem darauf, als einer der ersten erkannt zu haben, welche Bedeutung Film und Fernsehen als Werbefläche für seine Künstler haben konnten. Beim Einsatz von Künstlern, die er als Manager, Verleger und Produzent betreute, in selbst produzierten Filmen oder Fernsehsendungen, konnte er von mehreren Teilen der Wertschöpfungskette profitieren. Dies gelang ihm erstmals mit Johnny Leyton 1962 und fand seinen kommerziellen Höhepunkt 1978 mit dem Filmprojekt Grease. Andererseits hatte der finanzielle Misserfolg des Films Sgt. Pepper's Lonely Hearts Club Band nur ein Jahr später einen maßgeblichen Anteil am Niedergang der RSO.

### Musicals
| - Evita - Hair - Jesus Christ Superstar - John Paul George Ringo and Bert - Oh! Calcutta! | - Pippin - Sing a Rude Song - Sweeney Todd - The Dirtiest Show in Town |

### Filme (Auswahl)
| - 1973: Jesus Christ Superstar - 1975: Tommy - 1977: Nur Samstag Nacht (Saturday Night Fever) - 1978: Grease | - 1978: Von Augenblick zu Augenblick (Moment by Moment) - 1980: Times Square – Ihr könnt uns alle mal (Times Square) - 1981: Gallipoli - 1996: Evita |

### Auszeichnungen

#### Nominierungen
- 1997: OFTA Film Award Online Film & Television Association, Best Picture: Evita (1996)
- 1997: OFTA Film Award Online Film & Television Association, Best Drama Picture: Evita (1996)
- 1997: OFTA Film Award Online Film & Television Association, Best Comedy/Musical Picture: Evita (1996)
- 1982: Stinker Award The Stinkers Bad Movie Awards, Worst Picture: Grease 2 (1982)

#### Preise
- 1997: Golden Satellite Award, Satellite Awards, Best Motion Picture, Comedy or Musical: Evita (1996)
- 1981: AFI Award, Australian Film Institute, Best Film: Gallipoli (1981)
- 1979: Showmanship Award, Publicists Guild of America, Motion Picture